# Rick Geenen
Rick Geenen (Geleen, 13 augustus 1988) is een Nederlands voetballer. Hij startte zijn voetballoopbaan in de jeugdopleiding van Lindenheuvel.
Geenen maakte zijn debuut in het betaalde voetbal namens Fortuna Sittard op 14 september 2007 tegen AGOVV Apeldoorn. In het seizoen 2012/13 speelde hij in Duitsland bij Hansa Rostock. In het seizoen 2013/14 kwam hij op amateurbasis uit voor MVV. Op 21 januari 2014 maakte hij bekend dat hij stopt met betaald voetbal. Geenen vervolgde zijn spelersloopbaan bij EVV.

## Carrière
| seizoen | club             | land      | competitie       | duels | goals |
| ------- | ---------------- | --------- | ---------------- | ----- | ----- |
| 2007/08 | Fortuna Sittard  | Nederland | Eerste divisie   | 29    | 2     |
| 2008/09 | Fortuna Sittard  | Nederland | Eerste divisie   | 29    | 2     |
| 2009/10 | Fortuna Sittard  | Nederland | Eerste divisie   | 29    | 3     |
| 2010/11 | Fortuna Sittard  | Nederland | Eerste divisie   | 28    | 3     |
| 2011/12 | Fortuna Sittard  | Nederland | Eerste divisie   | 29    | 4     |
| 2012/13 | Hansa Rostock    | Duitsland | 3. Liga          | 7     | 0     |
| 2012/13 | Hansa Rostock II | Duitsland | Oberliga Nordost | 9     | 0     |
| 2013/14 | Hansa Rostock II | Duitsland | Oberliga Nordost | 3     | 0     |
| 2013/14 | MVV Maastricht   | Nederland | Eerste divisie   | 16    | 0     |
| 2014/15 | EVV              | Nederland | Topklasse        | 21    | 0     |
| 2015/16 | EVV              | Nederland | Topklasse        | 28    | 1     |
| 2016/17 | EVV              | Nederland | Derde divisie    | 31    | 2     |
| 2017/18 | EVV              | Nederland | Derde divisie    | 29    | 1     |
| 2018/19 | EVV              | Nederland | Derde divisie    | 30    | 10    |
| Totaal  | Totaal           | Totaal    | Totaal           | 318   | 28    |